# Naematelia aurantialba
Naematelia aurantialba (синонім Tremella aurantialba ) — це вид гриба, який утворює жовті, листяні, драглисті базидіокарпії (плодові тіла), що паразитують на плодових тілах іншого гриба, Stereum hirsutum, на широколистих деревах. 

## Практичне використання
Рідкісний їстівний гриб. У Китаї, де його називають jīn'ěr (金耳; буквально «золоте вухо»), його культивують як для харчових, так і для медичних цілей.  